# Wilton G.S. Sankawulo
Wilton G.S. Sankawulo (ur. 26 lipca 1937, zm. 21 lutego 2009) – polityk i pisarz liberyjski.
Ukończył Cuttington College and Divinity School w 1963, następnie został absolwentem teologii na Pacific Lutheran Theological Seminary w Berkeley w Kalifornii. Po powrocie do kraju rozpoczął wieloletnią pracę w Ministerstwie Informacji, Kultury i Turystyki, gdzie pełnił funkcję szefa biura prasowego, asystenta ministra Edwarda B. Kessely, dyrektora departamentu ds. poszukiwań. W 1985 został doradcą ds. szkolnictwa wyższego ówczesnego prezydenta Samuela Doe, doprowadzając do ukończenia studiów przez głowę państwa w 1989. Wykładał na Uniwersytecie Liberyjskim i Cuttington College. Od 1 września 1995 do 3 września 1996 stał na czele Rady Państwa - kolegialnego organu zastępującego prezydenta. Był również pisarzem - od lat 70 XX wieku publikował powieści i nowele. Do jego dzieł zaliczają się: “The Rain and the Night”, “Marriage of Wisdom”, “Why No One Knows When He Will Die”, “Tolbert of Liberia”, “What My Country Needs Today”,  “One Hundred Questions About Liberia”,  ”In The Cause Of The People”, “Only God Is Wise”, “Sun Down At Dawn”, “Humanistic Capitalism”.